# Peng Bo
Peng Bo (kinesiska: 彭勃; pinyin: Péng Bó), född den 18 februari 1981 i Nanchang, är en kinesisk simhoppare.
Han tog OS-guld i svikthopp i samband med de olympiska simhoppstävlingarna 2004 i Aten.